# Polyortha
Polyortha är ett släkte av fjärilar. Polyortha ingår i familjen vecklare.

## Dottertaxa tillPolyortha, i alfabetisk ordning[1]
- Polyortha atroperla
- Polyortha biezankoi
- Polyortha bryographa
- Polyortha bryometalla
- Polyortha callainocela
- Polyortha chiriquitana
- Polyortha chlamydata
- Polyortha clarkeana
- Polyortha euchlorana
- Polyortha evestigana
- Polyortha fluminana
- Polyortha glaucotes
- Polyortha gradatulana
- Polyortha halianassa
- Polyortha larocae
- Polyortha lyncurion
- Polyortha magnifica
- Polyortha marmarodes
- Polyortha myoxa
- Polyortha naevifera
- Polyortha nigriguttata
- Polyortha niveopunctata
- Polyortha paranae
- Polyortha purpurascens
- Polyortha radiata
- Polyortha sagax
- Polyortha suffalcata
- Polyortha symphyla
- Polyortha tersa
- Polyortha trochilodes